# The Agency
The Agency is een Amerikaanse televisiedrama van CBS die zich richt op het doen en laten van de CIA. In de Verenigde Staten werd de serie twee seizoenen lang uitgezonden, van 27 september 2001 tot 17 mei 2003. In Nederland werd The Agency tot eind maart 2007 uitgezonden door RTL 4. In de serie kwamen nog nooit eerder vertoonde beelden voor van het echte hoofdkantoor van de CIA.

## Inhoud
De afleveringen beginnen doorgaans met de directeur of plaatsvervangend directeur die achter een mogelijke terroristische dreiging komt, gevolgd door een vergadering tussen de twee voorgaande personen, de leider van de geheime agenten (Matt Callan of A.B. Stiles) en enkele overige afgevaardigden van het departement. Hierna wordt de focus gelegd op deze afdeling, die voor valse documenten, geheime wapens en gadgets zorgt die de geheim agenten nodig hebben om hun missie te voltooien. Een voorbeeld hiervan is een schaal gevuld met Semtex, die op een zodanige manier werd bewerkt dat hij op een antieke schaal leek, zodat een terrorist die antiquiteiten spaarde de schaal zou kopen en op die manier om het leven zou komen.

## Cast
- Gil Bellows - Matt Callan (Seizoen 1)
- Daniel Benzali - Plaatsvervangend directeur Robert Quinn (Afleveringen 14-44, vervolgens af en toe terugkerend)
- Beau Bridges - Senator/directeurr Tom Gage (Afleveringen 14-44)
- Rocky Carroll - Carl Reese
- David Clennon - Joshua Nankin
- Ronny Cox - Director Alex Pierce (Afleveringen 1-10)
- Jason O'Mara - A.B. Stiles (Seizoen 2)
- Will Patton - Jackson Haisley
- Gloria Reuben - Lisa Fabrizzi (Afleveringen 1-13, 21-22)
- Richard Speight, Jr. - Lex (Seizoen 1, vervolgens af en toe terugkerend)
- Paige Turco - Terri Lowell

## Afleveringen
Zie Lijst van afleveringen van The Agency

## Buitenland
- In Nederland werd The Agency elke zaterdag en zondag rond middernacht uitgezonden door RTL 4 tot eind maart.

## Trivia
- Na twee seizoenen besloot CBS met de serie te stoppen. Handtekeningenacties en protesten waren het gevolg. Men wilde in ieder geval nog één afrondende aflevering, aangezien de laatste - zoals alle anderen - met een cliffhanger was geëindigd.
- De serie was oorspronkelijk bedoeld als een soort kijkje achter de schermen hoe de CIA omging met de periode na de Koude Oorlog. Door de aanslagen op 11 september werden er enkele drastische veranderingen doorgevoerd in het idee achter de serie.